# Witamina B2
Witamina B2 (E101, ryboflawina, łac. riboflavinum) – organiczny związek chemiczny, połączenie rybitolu i flawiny. W organizmie człowieka pełni funkcję witaminy, której niedobór może powodować zaburzenia w funkcjonowaniu układu nerwowego oraz stany zapalne błon śluzowych.
Ryboflawina jest zaliczana do witamin z grupy B, gdyż jest prekursorem dwóch ważnych koenzymów i jest rozpuszczalna w wodzie. Jest degradowana przez promieniowanie UV.
Dzienne zapotrzebowanie na witaminę B2 wynosi około 1,5 mg.

## Forma aktywna
W formie koenzymów:
- FMN – mononukleotyd flawinowy, powstały wskutek fosforylacji ryboflawiny;
- FAD – dinukleotyd flawinoadeninowy, powstały wskutek reakcji FMN z ATP.

## Rola w organizmie
Ryboflawina bierze udział w procesach utleniania i redukcji, współdziała w prawidłowym funkcjonowaniu układu nerwowego, współuczestniczy z witaminą A w prawidłowym funkcjonowaniu błon śluzowych, dróg oddechowych, śluzówki przewodu pokarmowego, nabłonka naczyń krwionośnych i skóry, uczestniczy w przemianach aminokwasów i lipidów.
Odgrywa ważną rolę w funkcjonowaniu narządu wzroku.

## Skutki niedoboru
Opóźnienie wzrostu, uszkodzenie gałek ocznych i rogówki, pogorszenie ostrości wzroku, światłowstręt, łzawienie, łatwe męczenie się oczu i okołorogówkowe wrastanie naczyń, swędzenie w okolicy ujścia pochwy, wypadanie włosów, kłopoty z koncentracją, zawroty głowy, bezsenność, zaburzenia oddychania, obrzmienie lub pękanie błony śluzowej jamy ustnej, zapalenie czerwieni warg, języka lub błon śluzowych, pleśniawki, zajady jamy ustnej, łojotok, choroby układu nerwowego, dystrofie mięśni, łuszczące się zmiany skórne okolic nosa, ust, czoła i uszu.

## Skutki nadmiaru
Bardzo trudno przedawkować witaminę B2 biorąc ją doustnie, ponieważ słaba rozpuszczalność w jelicie chroni przed wchłonięciem niebezpiecznych jej ilości. Ponieważ jest rozpuszczalna w wodzie, jej nadmiar może zostać wydalony z moczem, choć toksyczną dawkę można podać poprzez zastrzyk.

## Źródła występowania
Występuje w wątrobie, chudych serach, migdałach, grzybach, jajach, zielonych częściach warzyw, łososiu, pstrągu, makreli, pełnoziarnistym pieczywie, małżach, fasoli, grochu, soi, mleku, jogurcie, kefirze, maślance, drożdżach i orzechach włoskich, a także w różnych rodzajach mięs.
W preparatach może pochodzić z roślin genetycznie zmodyfikowanych w kierunku wytwarzania ryboflawiny.

## Zastosowanie spożywcze
Ryboflawinę stosuje się przy produkcji płatków kukurydzianych (także zbożowych), masła orzechowego, napojów kakaopodobnych i kawy. Wykorzystuje się ją również jako substancję barwiącą w niektórych mieszankach przyprawowych, kisielach mlecznych (budyniach) w proszku oraz napojów energetycznych.